# Moneda elongada

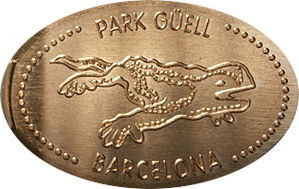
Moneda elongada del Park Güell de Barcelona.

Moneda elongada es una moneda normal que ha sido elongada (estirada o alargada por tracción mecánica) troquelando en ella un nuevo diseño con el fin de crear un souvenir o medalla de recuerdo. El coleccionismo de monedas elongadas se suele englobar en la exonumia, considerada una rama de la numismática.

## Historia
Está generalmente aceptado que las primeras máquinas de monedas elongadas aparecieron en los Estados Unidos, entre los años 1892-1893, concretamente durante la Exposición Mundial Colombina de Chicago coincidiendo con la celebración del IV Centenario del Descubrimiento de América. El primer diseñador de monedas elongadas que se conoce es Charles Damm, que creó el diseño para las monedas elongadas disponibles en la Exposición Panamericana celebrada en Buffalo (Nueva York), en 1901.

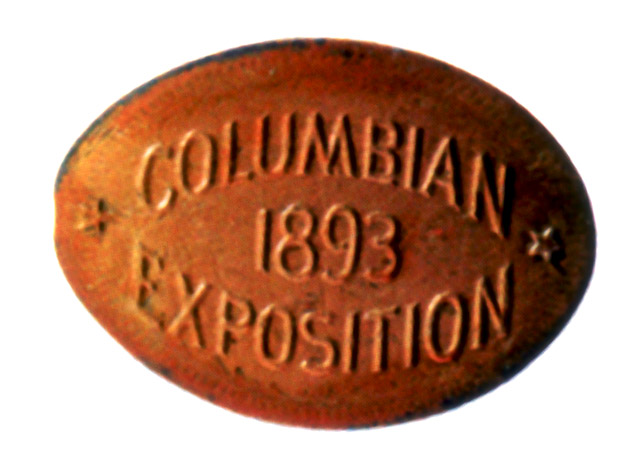
Primera moneda elongada conocida, de la Exposición Mundial Colombina de Chicago. 1893.

En Europa se considera que la primera pieza de este tipo, se pudo conseguir pocos años después, concretamente entre mayo y octubre de 1898 en Viena durante la Jubiläumsausstellung (Feria aniversario) que conmemoraba los 50 años de gobierno del emperador Francisco José I.
Se podría decir que las monedas elongadas tienen más de 120 años de historia, pero no durante todo ese tiempo se han realizado del mismo modo, ni con la misma  facilidad que en la actualidad, ni en todos los países por igual. Así, en los Estados Unidos se podían encontrar en sus orígenes (1892-1965) exclusivamente en ferias, exposiciones y similares. Según decaía la instalación de máquinas en estos eventos, empezaron a aparecer firmas privadas (comerciantes o particulares) que las utilizarían de forma individual (1965-1985), vendiendo o regalando las piezas producidas por ellos mismos, normalmente como reclamo publicitario y su éxito llevó a que finalizando dicho periodo aparecieran las primeras máquinas comerciales, con idea de instalarlas en cualquier lugar susceptible de generar un beneficio, tanto al instalador de la máquina como al propietario  del establecimiento, lo que ha hecho que en los últimos años (1985-actualidad) ya sean miles las máquinas de este tipo repartidas por todo el mundo.
Aunque existen ejemplos aislados de máquinas en España y países como el Reino Unido que hace bastantes años que disponen de algunas, en Europa y particularmente en España, se han empezado a instalar estas máquinas con algo más de ritmo desde la entrada del Euro en 2002, principalmente por dos causas, la primera la similitud de la más habitual de las monedas que se elonga en Estados Unidos, el centavo de dólar (aunque también se elongan monedas de 5, 10 y 25 centavos) con las monedas de baja denominación en Euros. Concretamente el centavo USA estaría comprendido entre las monedas de 2 y 5 céntimos de euro (ambas utilizadas en máquinas europeas), tanto por su peso como por su tamaño, lo que hace fácilmente adaptables las primeras máquinas llegadas desde los Estados Unidos a estas monedas europeas, además de suponer, la uniformidad de dichas monedas en toda la Unión Económica y Monetaria de la Unión Europea una facilidad de circulación de estas primeras máquinas de un país a otro.
Una segunda razón y también propiciada por esa uniformidad es la eliminación común en la Eurozona de la prohibición de la destrucción de la moneda, si esta se realiza en pequeñas cantidades y sin fines fraudulentos. Hasta la entrada del euro, muchos países europeos, entre ellos España, tenían leyes que penaban la destrucción de la moneda fuera cual fuera su cantidad y destino final, por lo que utilizar una máquina de estas entraría dentro de la ilegalidad.
En España, existen algunos ejemplos anteriores al euro, de máquinas americanas adaptadas para elongar monedas de 5 pesetas de las últimas que existieron (de módulo pequeño), pero no se ha conseguido confirmar hasta el momento que dichas máquinas existieran con anterioridad a 1998. Una de las primeras máquinas que troquelaron monedas de tipo euro en España (concretamente monedas de 2 céntimos) estuvo instalada en 2004, en una tienda del centro de Madrid dedicada a la venta de objetos conmemorativos del Enlace Real de Felipe VI con Letizia Ortiz.

## Proceso

Animación del proceso de laminado

Moneda elongada es la traducción literal al castellano del término Elongated coin, el más utilizado en inglés para este tipo de piezas. El verbo elongar significa según la RAE alargar, estirar, hacer algo más largo por tracción mecánica. Y es precisamente eso lo que hacen este tipo de máquinas, aunque según es considerada la acción realizada, en los Estados Unidos se utilizan igualmente otras denominaciones, como pressed (presionada), squished (deformada), crushed (aplastada), etc. En cualquier caso tanto la acción realizada por la máquina, como el resultado final son siempre los mismos.
 
Básicamente consiste en un proceso de laminado. Hacer pasar la moneda, normalmente de bajo valor, por entre dos rodillos metálicos que tienen grabado un motivo previamente elegido. Estos rodillos ejercen una gran presión sobre la moneda (de alrededor de 20 toneladas) haciendo que adquiera una forma ovalada a la vez que se imprime sobre ella el diseño existente en el rodillo.

## La máquina

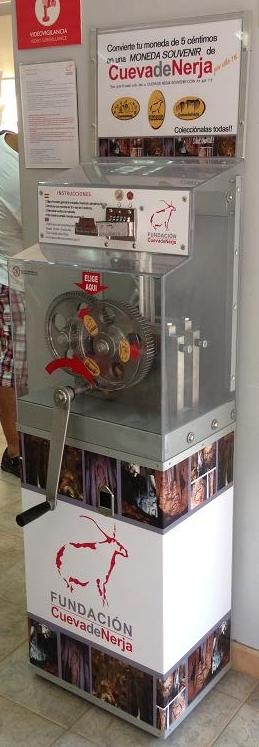
Máquina de monedas elongadas. Cueva de Nerja.

Aunque la finalidad de la máquina es siempre la misma, existen multitud de modelos distintos. Cada fabricante le da su toque particular tanto en el diseño del armazón como en las particularidades del mecanismo. Las hay automáticas, necesariamente eléctricas por tanto y las hay manuales (las más comunes en España). En las eléctricas no se requiere prácticamente ninguna acción por nuestra parte, pero en las manuales, el movimiento del mecanismo lo produce el propio usuario mediante una manivela o volante (dependiendo del modelo).
Las máquinas proporcionan desde uno a cuatro diseños distintos, en las eléctricas se suele seleccionar cual de ellos nos interesa simplemente pulsando un botón y en las manuales deberemos girar el mecanismo previamente a la introducción de la moneda (mediante la misma manivela o volante) hasta la posición en la que se encuentra el diseño que nos interesa conseguir.
La empresa instaladora de la máquina, que no siempre es propietaria de la misma, suele dotar a esta de un aspecto afín al lugar en el que se encuentra, dotándola de colores y/o fotografías atractivas y diferenciadoras, para provocar la atención del usuario. Se encuentran situadas siempre en lugares de frecuente tránsito de personas como por ejemplo enclaves culturales o religiosos, parques de atracciones, zoológicos, monumentos o lugares turísticos de todo tipo.